# Victor Sanda
Victor Sanda (n. 1 ianuarie 1954 – d. 8 decembrie 2014) a fost un deputat român, membru al Parlamentului României în legislatura 2004-2008 pe listele PSD.
Victor Sanda a fost membru în grupurile parlamentare de prietenie cu Republica Franceză-Adunarea Națională și Republica Lituania. 